# Église Saint-Martin d'Urçay
L'église Saint-Martin est une église du 13e siècle  située à Urçay, dans le nord-est du département de l'Allier dans le centre de la France. Elle est inscrite aux Monuments historiques.

## Description
L'église a été construite entre le 11e et le 15e siècle mais principalement au 13e siècle, avec une reconstruction de l'édifice sur les bases d'un ancien édifice roman. Elle est composée d'un chœur d'origine romane à chevet plat percé d'une grande baie et couvert par un berceau plein cintre. Ce chœur est prolongé d'une nef à deux travées voûtée d'ogives à profil torique. Les piliers séparant les deux travées sont cruciformes, cantonnés de colonnes à chapiteaux décorés de feuillages découpés et de crochets quelquefois terminés par des têtes. Le percement dans chacun des deux murs latéraux d'une profonde arcade plein cintre forme deux chapelles. 
À l'aplomb de la nef, à l'opposé du chœur se dresse le clocher octogonal surmonté d'un bulbe couvert de bardeaux en plaques de bois de châtaignier. Il est desservi par une tour d'escalier en vis accotée au mur nord. Le portail principal, au droit du clocher, possède un avant-corps surmonté d'un glacis avec voussure à trois ressauts successifs retombant sur trois colonnettes par l'intermédiaire de chapiteaux à crochets et feuillages. Son tympan est un arc polylobé dont l'extrémité des lobes est garnie de petites têtes grimaçantes d'inspiration mozarabe.
L'église abrite plusieurs statues en bois polychrome dont une représente saint Vincent, probablement car Urçay était dans une région de vignobles. Elle abrite également un tableau du 17e représentant saint Roch et saint Sébastien et un autre représentant l'Assomption. La sculpture de saint Vincent et ces deux tableaux sont inscrits aux Monuments historiques au titre d'objet. 

## Localisation
L'église est située dans le nord du village d'Urçay, dans le nord-est du département français de l'Allier, à la limite de celui du Cher, à 150 mètres de la rive droite de la rivière Cher.

## Historique
L'édifice est inscrit au titre des monuments historiques par arrêté du 20 avril 1989.